# Jiří Prskavec (kanotist född 1993)
Jiří Prskavec, född 18 maj 1993 i Mělník, är en tjeckisk kanotist.

## Karriär
Prskavec tog VM-silver i K-1 i slalom 2013 i Prag. Vid de olympiska kanottävlingarna 2016 i Rio de Janeiro tog han en bronsmedalj i K-1 slalom.